# Asier Villalibre
Asier Villalibre Molina (Gernika y Luno, Bizkaia, España, 30 de septiembre de 1997) es un futbolista español que juega de delantero centro en el Racing de Santander de la Segunda División.

## Trayectoria

### Inicios y llegada a Lezama
El padre de Asier es natural de León, mientras que su madre es de Jaén. Asier se incorporó al equipo cadete del Athletic Club, en 2011, procedente de la SD Gernika.En su primera temporada consiguió ganar la Nike Cup Nacional, siendo máximo goleador y mejor jugador del torneo. Posteriormente, fueron eliminados en la Nike Cup Internacional donde marcó 2 goles. En la temporada 2013-14, con 15 años, jugó en el Athletic Juvenil "A" con el que anotó 15 goles en 25 partidos. También jugó en el Basconia, segundo equipo filial del Athletic Club en Tercera División, logrando 6 goles en 11 partidos. Para la temporada 2014-15, anotó 20 goles en los 34 encuentros que jugó con el Basconia. Además, marcó 2 goles en 6 partidos en la Liga Juvenil de la UEFA.
El 9 de mayo de 2015 debutó con el Bilbao Athletic, partido correspondiente a la jornada 37 de Segunda División B. Con el filial, logró la el ascenso a Segunda División tras superar la Promoción de ascenso a Segunda División. En dicha promoción, Asier jugó el primer y último partido de promoción, aunque habría podido jugar alguno más de no haber tenido que estudiar para Selectividad.
El 24 de agosto de 2015 debutó en Segunda División, ingresando en los minutos finales del encuentro frente al Girona. En la jornada 3, marcó su primer gol contra el RCD Mallorca en un triunfo por 3 a 1 en San Mamés. En su primera temporada completa con el filial, a pesar de estar en edad juvenil, disputó 32 partidos y marcó 3 goles que no evitaron el descenso de categoría. En la temporada 2016-17 mejoró sus registros goleadores, marcando 6 goles en apenas 9 jornadas. Finalizó la temporada con 12 goles, a pesar de sus múltiples participaciones con el primer equipo y varias lesiones.

### Athletic Club
Debutó con el Athletic Club, el 4 de diciembre de 2016, en el partido de Liga correspondiente a la jornada 14 contra el Eibar. Salió en el minuto 85 y brindó una asistencia a Iker Muniain para que sentenciara el partido en el descuento. Cuatro días más tarde, en su debut en Liga Europa ante el Rapid Viena, volvió a dar una asistencia. Asier salió en el minuto 78 y, en este caso, fue Enric Saborit, el que remató un pase suyo en los minutos finales.

#### Cesiones a Numancia, Valladolid y Lorca
El 3 de mayo de 2017, fuera del período de fichajes, llegó al club soriano para cubrir la baja del lesionado Jairo Morillas en busca del objetivo de la permanencia en Segunda División. Debutó esa misma semana, como titular, en un partido contra el UCAM Murcia CF. Finalmente, el club soriano logró la permanencia a falta de varias jornadas.
El 20 de agosto de 2017 se confirmó la cesión por un año al Real Valladolid. En el equipo vallisoletano no consiguió salir como titular en ningún partido de liga (222 minutos en 14 partidos), debido al gran momento de forma de Jaime Mata. Logró ser titular en cuatro partidos de Copa, anotando dos goles. Ante este hecho, el Athletic decidió cederle a un equipo en el que tuviera menos competencia, así el 31 de enero de 2018 fue cedido al Lorca FC, colista de Segunda División. En el equipo murciano tampoco consiguió consolidarse como titular y la mayoría de sus oportunidades fueron saliendo desde el banquillo.

#### Vuelta al Bilbao Athletic
De cara a la temporada 2018-19 regresó al Bilbao Athletic. En las primeras tres jornadas de la competición logró tres goles, aunque después sufrió una sequía goleadora de casi dos meses. Finalizó la primera vuelta con once goles, registro que mejoró en la segunda parte de la campaña hasta alcanzar los veintitrés goles que le sirvieron para proclamarse como máximo goleador de los cuatro grupos de Segunda División B. Además, su registro goleador le permitió igualar la marca que Julio Salinas había establecido, en 1984, como mejor goleador del filial en una temporada desde 1977.

#### Athletic Club 2019-2022
Tras su gran temporada con el filial, el club rojiblanco estuvo a punto de cederle al FC Barcelona "B" para que siguiera su progresión, pero finalmente no se llegó a ningún acuerdo.
El 11 de enero de 2020, en su segundo encuentro como titular de la temporada, marcó un doblete frente al Sestao River en la segunda ronda de la Copa del Rey. El 25 de enero logró su primer tanto en Primera División, en un empate a domicilio (1-1), frente al RCD Espanyol en el RCDE Stadium. Tres días después transformó el penalti decisivo de la tanda frente al CD Tenerife (3-3), que dio el pase a cuartos de final de Copa. El 27 de junio marcó, en los minutos finales del encuentro, su primer gol en San Mamés en la victoria ante el R.C.D Mallorca (3-1).
De cara a la temporada 2020-21, tras la retirada de Aritz Aduriz, decidió llevar el dorsal 20 que había dejado libre el ariete donostiarra. El 29 de noviembre marcó en el empate a domicilio ante el Getafe CF (1-1). En la siguiente salida volvió a anotar en un nuevo empate ante el Valencia CF (2-2). El 17 de enero de 2021 marcó el tanto del empate a dos, en el minuto 90, en la final de la Supercopa de España ante el FC Barcelona. Finalmente, el club rojiblanco se impuso en la prórroga por 3 a 2. El 7 de marzo inauguró el marcador en el minuto 2 en un triunfo por 2 a 1 ante el Granada CF. El 7 de abril, cuatro días después de la derrota en la final de la Copa del Rey, marcó en el empate a uno ante la Real Sociedad (1-1).
El 3 de abril de 2022, después de casi un año sin anotar, marcó en el triunfo ante el Elche CF (2-1).Un mes después volvió a anotar otro tanto, esta vez en el triunfo contra el CA Osasuna en San Mamés (2-0).

#### Cesión al Alavés
Una semana después de haber renovado por dos temporadas con el Athletic Club, el 30 de enero de 2023, fue cedido al Deportivo Alavés de Segunda División. El 4 de febrero debutó como jugador albiazul anotando los dos tantos del triunfo, en Mendizorroza, frente a la SD Eibar (2-0). En la siguiente jornada marcó, en La Romareda, en la goleada ante el Real Zaragoza (1-4). El 17 de junio, en el partido de vuelta de los play-offs de ascenso a Primera División, marcó de penalti en el minuto 129 de la prórroga el gol del ascenso ante el Levante UD en el Ciutat de Valencia (0-1).

#### Campeón de Copa con el Athletic
El 16 de septiembre de 2023 volvió a anotar para el equipo bilbaíno en la goleada frente al Cádiz (3-0), apenas unos segundos después de haber saltado al campo por Gorka Guruzeta.El 7 de diciembre, en su primera titularidad de la campaña, anotó un doblete frente al Cayón (0-3) en la segunda ronda de Copa del Rey.Un mes después consiguió dos tantos, en Ipurúa, en el triunfo ante la SD Eibar (0-3) en dieciseisavos de final.El 16 de enero de 2024 marcó un nuevo doblete, contra el Deportivo Alavés (2-0), en octavos de final.Con esos seis tantos, igualó a Javi Luke que había conseguido otros seis goles en la temporada 1991-92.El 6 de abril, sin participar en la final frente al RCD Mallorca, se proclamó campeón de Copa siendo máximo goleador de la competición junto a Abdón Prats y Douvikas.El 11 de mayo marcó el tanto del empate frente a CA Osasuna (2-2) en el último minuto de encuentro, que permitió lograr la mejor marca de imbatibilidad del club como local en el nuevo estadio (20 partidos).Debido a la falta de minutos, pidió abandonar el club rojiblanco.

### Deportivo Alavés
El 15 de julio de 2024 se confirmó su traspaso al Deportivo Alavés a cambio de un millón de euros.El 28 de agosto marcó de penalti en el triunfo, en Anoeta, frente a la Real Sociedad (1-2).Sin embargo, su fichaje por el Alavés no supuso el impulso que deseaba para su carrera profesional y apenas disputó 445 minutos repartidos en dieciocho encuentros.

## Selección nacional
Fue internacional con la selección española en las categorías sub-17, sub-18 y sub-19. Por otro lado, el 29 de mayo de 2019, debutó con la selección de Euskadi en un amistoso frente a Panamá, junto a otros cuatro jugadores del Bilbao Athletic.

### Participaciones en juveniles
| Competición                                                          | Sede    | Resultado    | Partidos | Goles |
| -------------------------------------------------------------------- | ------- | ------------ | -------- | ----- |
| Ronda de clasificación del Campeonato Europeo Sub-17 de la UEFA 2014 | Chipre  | Clasificó    | 3        | 2     |
| Ronda Élite del Campeonato Europeo Sub-17 de la UEFA 2014            | Rusia   | No clasificó | 3        | 0     |
| Ronda Élite del Campeonato Europeo de la UEFA Sub-19 2015            | Georgia | Clasificó    | 1        | 0     |

## Estadísticas

### Clubes
Actualizado al último partido disputado el 29 de octubre de 2024.
| Club                             | Div.          | Temporada     | Liga  | Liga  | Copas nacionales | Copas nacionales | Copas internacionales | Copas internacionales | Total | Total |
| Club                             | Div.          | Temporada     | Part. | Goles | Part.            | Goles            | Part.                 | Goles                 | Part. | Goles |
| -------------------------------- | ------------- | ------------- | ----- | ----- | ---------------- | ---------------- | --------------------- | --------------------- | ----- | ----- |
| C. D. Basconia · España          | 3.ª           | 2013-14       | 5     | 7     | ―                | ―                | ―                     | ―                     | 5     | 7     |
| C. D. Basconia · España          | 3.ª           | 2014-15       | 14    | 18    | ―                | ―                | ―                     | ―                     | 14    | 18    |
| C. D. Basconia · España          | Total club    | Total club    | 19    | 25    | 0                | 0                | 0                     | 0                     | 19    | 25    |
| Bilbao Athletic · España         | 2.ª B         | 2014-15       | 4     | 0     | ―                | ―                | ―                     | ―                     | 4     | 0     |
| Bilbao Athletic · España         | 2.ª           | 2015-16       | 32    | 3     | ―                | ―                | ―                     | ―                     | 32    | 3     |
| Bilbao Athletic · España         | 2.ª B         | 2016-17       | 27    | 11    | ―                | ―                | ―                     | ―                     | 27    | 11    |
| Athletic Club · España           | 1.ª           | 2016-17       | 6     | 0     | 0                | 0                | 2                     | 0                     | 8     | 0     |
| C. D. Numancia de Soria · España | 2.ª           | 2016-17       | 6     | 0     | 0                | 0                | ―                     | ―                     | 6     | 0     |
| C. D. Numancia de Soria · España | Total club    | Total club    | 6     | 0     | 0                | 0                | 0                     | 0                     | 6     | 0     |
| Real Valladolid C. F. · España   | 2.ª           | 2017-18       | 13    | 0     | 4                | 2                | ―                     | ―                     | 17    | 2     |
| Real Valladolid C. F. · España   | Total club    | Total club    | 13    | 0     | 4                | 2                | 0                     | 0                     | 17    | 2     |
| Lorca F. C. · España             | 2.ª           | 2017-18       | 12    | 0     | 0                | 0                | ―                     | ―                     | 12    | 0     |
| Lorca F. C. · España             | Total club    | Total club    | 12    | 0     | 0                | 0                | 0                     | 0                     | 12    | 0     |
| Bilbao Athletic · España         | 2.ª B         | 2018-19       | 38    | 23    | ―                | ―                | ―                     | ―                     | 38    | 23    |
| Bilbao Athletic · España         | Total club    | Total club    | 101   | 37    | 0                | 0                | 0                     | 0                     | 101   | 37    |
| Athletic Club · España           | 1.ª           | 2019-20       | 19    | 3     | 5                | 2                | ―                     | ―                     | 24    | 5     |
| Athletic Club · España           | 1.ª           | 2020-21       | 35    | 4     | 8                | 2                | ―                     | ―                     | 43    | 6     |
| Athletic Club · España           | 1.ª           | 2021-22       | 19    | 2     | 1                | 0                | ―                     | ―                     | 20    | 2     |
| Athletic Club · España           | 1.ª           | 2022-23       | 5     | 0     | 3                | 0                | —                     | —                     | 8     | 0     |
| Deportivo Alavés · España        | 2.ª           | 2022-23       | 20    | 6     | —                | —                | —                     | —                     | 20    | 6     |
| Athletic Club · España           | 1.ª           | 2023-24       | 18    | 2     | 6                | 6                | ―                     | ―                     | 24    | 8     |
| Athletic Club · España           | Total club    | Total club    | 102   | 11    | 23               | 10               | 2                     | 0                     | 127   | 21    |
| Deportivo Alavés · España        | 1.ª           | 2024-25       | 16    | 1     | 2                | 0                | —                     | —                     | 18    | 1     |
| Deportivo Alavés · España        | Total club    | Total club    | 36    | 7     | 2                | 0                | 0                     | 0                     | 38    | 7     |
| Racing de Santander · España     | 2.ª           | 2025-26       | 1     | 1     | 0                | 0                | —                     | —                     | 1     | 1     |
| Racing de Santander · España     | Total club    | Total club    | 1     | 1     | 0                | 0                | 0                     | 0                     | 1     | 1     |
| Total carrera                    | Total carrera | Total carrera | 286   | 79    | 29               | 12               | 2                     | 0                     | 319   | 92    |

## Palmarés

### Títulos nacionales
| Título              | Club          | País   | Año  |
| ------------------- | ------------- | ------ | ---- |
| Supercopa de España | Athletic Club | España | 2021 |
| Copa del Rey        | Athletic Club | España | 2024 |

### Trofeos regionales
| Título                 | Equipo        | Comunidad Autónoma | Año  |
| ---------------------- | ------------- | ------------------ | ---- |
| Euskal Herriko Txapela | Athletic Club | País Vasco         |      |
| Euskal Herriko Txapela | Athletic Club | País Vasco         | 2022 |

### Distinciones individuales
| Distinción                                           | Año  |
| ---------------------------------------------------- | ---- |
| Seleccionado en el Once de Plata del Fútbol Draft.   | 2016 |
| Seleccionado en el Once de Bronce del Fútbol Draft.  | 2017 |
| Máximo goleador de la Segunda División B (23 goles)  | 2019 |
| Máximo goleador de la Copa del Rey 2023-24 (6 goles) | 2024 |